# Stizocera daudini
Stizocera daudini är en skalbaggsart som beskrevs av Fortuné Chalumeau och Touroult 2004. Stizocera daudini ingår i släktet Stizocera och familjen långhorningar.
Artens utbredningsområde är Martinique. Inga underarter finns listade i Catalogue of Life.